# Lomitapida
La Lomitapida es un fármaco utilizado como agente hipolipemiante para el tratamiento de la hipercolesterolemia familiar homocigota, comercializado bajo el nombre comercial de JUXTAPID. Se ha probado en ensayos clínicos como tratamiento único y en combinaciones con atorvastatina, ezetimiba y fenofibrato, demostrando ser eficaz en aquellos pacientes que no logran metas con la terapia convencional.
La Administración de Alimentos y Medicamentos de los EE. UU. (FDA) aprobó la lomitapida el 21 de diciembre de 2012, como medicamento huérfano para reducir el colesterol LDL, colesterol total, apolipoproteína B y colesterol de lipoproteínas de baja densidad (no HDL) en pacientes con hipercolesterolemia familiar homocigótica (HoFH).
El 31 de mayo de 2013, el Comité Europeo de Medicamentos de Uso Humano (CHMP) adoptó una opinión positiva con voto unánime en la que recomendaba una autorización de comercialización de lomitapida. El 31 de julio de 2013, la Comisión Europea aprobó la lomitapida como complemento de una dieta baja en grasas y otros medicamentos hipolipemiantes con aféresis de lipoproteínas de baja densidad (LDL) o sin ella en pacientes adultos con HoFH. En Colombia, la Lomitapide cuenta con registro sanitario y actualmente es comercializado por la empresa Valentech Pharma.

## Mecanismo de acción
Lomitapida inhibe la proteína de transferencia de triglicéridos microsomal (MTP o MTTP) que es necesaria para el ensamblaje y la secreción de lipoproteínas de muy baja densidad (VLDL) en el hígado.
El 24 de diciembre de 2012, el fabricante de medicamentos Aegerion anunció que habían sido aprobados por la FDA como "un complemento de una dieta baja en grasas y otros tratamientos hipolipemiantes  en pacientes con hipercolesterolemia familiar homocigótica (HoFH)".

## Efectos secundarios
En un estudio de fase III, la lomitapida produjo niveles elevados de aminotransferasas y acumulación de grasa en el hígado.